# Kostjantyn Vasjukov
Kostjantyn Vasjukov (in ucraino Костянтин Васюков?; 10 gennaio 1981) è un ex velocista ucraino.

## Biografia
Ai campionati europei di Monaco di Baviera 2002 ha vinto la medaglia d'oro nella staffetta 4×100 metri, correndo con Kostjantyn Rurak, Anatolij Dovhal' e Oleksandr Kajdaš.

## Palmarès
| Anno | Manifestazione    | Sede   | Evento      | Risultato | Prestazione | Note |
| ---- | ----------------- | ------ | ----------- | --------- | ----------- | ---- |
| 1999 | Mondiali juniores | Riga   | 100 m piani | Bronzo    | 10"41       |      |
| 2002 | Europei           | Monaco | 4×100 m     | Oro       | 38"53       |      |
| 2005 | Europei indoor    | Madrid | 60 m piani  | Bronzo    | 6"62        |      |